# Posada de l'Estorell
Posada de l’Estorell
El solar que ocupa antigament hi havia el vell edifici gòtic dels Morei (XIV-XV), aquest llinatge dona nom al carrer. L'any 1531, Felip Fuster, senyor de l'Estorell, va comprar el casal al senyor Joanet Morei, i actualment és conegut com a Posada de l'Estorell. L'any 1549 es va reformar l'edifici amb elements renaixentistes. L'any 1652 va ser l'hereu de les possessions dels Fuster d'Estorell, el segon comte de Santa Maria de Formiguera, Ramon Burgès Zaforteza i Fuster, el famós Comte Mal. Al segle XVIII  va passar a mans dels Togores, comtes d’Aiamans.
A la dècada de 1880 va patir una reforma que va suposar la pèrdua dels elements artístics més valuosos com les columnes, els enteixinats, l’escala…, que es varen desmuntar, peça a peça, per ser enviats als Estats Units l'any 1929. Només resten l'escut dels Pacs-Fusters (estrella dels Fuster i la lluna dels Pacs) a la façana i també els portals renaixentistes dels estudis. Els capitells dels pilars del pati també mostraven l'escut dels Fusters, però van ser raspats. A començaments del segle XX, el casal va ser dividit en habitatges individuals i s'hi varen instal·lar els dos portals neogòtics del primer pis.
El portal més destacat està situat a l'arrencada de l'escala, la qual és de tradició gòtica i té una misteriosa inscripció que diu "Per un tal bé, repòs tindrà ma vida" un missatge interpretat com una promesa de llibertat feta per Felip Fuster a l'esclau picapadrer que va treballar el portal.